# Liste von Rebsorten/N
Legende, Erläuterungen und Quellen: Siehe Hauptartikel!
Hinweise zu Änderungen bzw. Ergänzungen siehe Diskussion.
| Rebsorte - wichtige Synonyme | VIVC | Bild | Verw.   | H.  | Spe.  | Abstammung                                          | Zü.J. | ha 2016 | Anbauländer |
| --- | ---- | ---- | ------- | --- | ----- | --------------------------------------------------- | ----- | ------- | --- |
| Naia |      |      | WWT     | PRT | V.Vi. | Ferral Roxo × Castelao                              |       | 0,5     | Portugal |
| Naparo |      |      | TT      | ESP | V.Vi. |                                                     |       | 0       | Spanien |
| Narince |      |      | WWT, TT | TUR | V.Vi. | Dimrit Kara × Kalecik Siyah                         |       | 787     | Türkei |
| Nascetta |      |      | WWT     | ITA | V.Vi. |                                                     |       | 17      | Italien |
| Nasco - Basco Bianco, Nasco Bianco, Nasco di Sardegna, Nascu                                                                                          |      |      | WWT     | ITA | V.Vi. |                                                     |       | 91      | Italien |
| Nebbiera |      |      | RWT     | ITA | V.Vi. | Chatus × Barbera Nera                               | 1938  | 9       | Italien |
| Nebbiolo - Barbesino, Barolo, Brunenta, Chiavennasca                                                                                                  |      |      | RWT     | ITA | V.Vi. |                                                     |       | 7.997   | Chile, Rumänien, Brasilien, Italien, USA, Argentinien, Uruguay, Südafrika, Australien, Kanada, Mexiko, Neuseeland |
| Negoska - Goumenissas Mavro, Negoska, Negkoska |      |      | RWT     | GRC | V.Vi. |                                                     |       | 17      | Griechenland |
| Negra Comun - Comun de Las Palmas |      |      | RWT     | ESP | V.Vi. |                                                     |       |         | Spanien |
| Negramoll - Negra Mole, Tinta Da Madeira, Negramoll, Negra Mole, Negra Criolla, Saborinho, Tinta Negra, Mulata, Rabo de Ovelha Tinto, Molar, Mollar   |      |      | RWT     | ESP | V.Vi. |                                                     |       | 3.011   | Spanien, Peru, Portugal                                                                                           |
| Negrette - Cap de More, Chalosse Noire, Couporel, Pinot St George                                                                                     |      |      | RWT     | FRA | V.Vi. |                                                     |       | 1.112   | Frankreich, Brasilien                                                                                             |
| Negretto |      |      | RWT     | ITA | V.Vi. |                                                     |       | 35      | Italien |
| Negro Amaro - Negroamaro, Abbruzzese, Abruzzese, Albese, Amaro Nero                                                                                   |      |      | RWT     | ITA | V.Vi. |                                                     |       | 11.449  | Italien |
| Negro Amaro Precoce - Negroamaro Precoce Cannellino                                                                                                   |      |      | RWT     | ITA | V.Vi. |                                                     |       | 31      | Italien |
| Negru Aromat |      |      | RWT     | ROU | V.Vi. | Cabernet Sauvignon                                  |       | 1       | Rumänien |
| Negru de Dragasani |      |      | RWT     | ROU | V.Vi. | Negru Virtos × Saperavi                             |       | 18      | Rumänien |
| Negru de Yaloven - Negru de Ialoveni |      |      | RWT     | MDA | I. C. | Merlot Noir × Vitis Amurensis Ruprecht              | 1967  | 141     | Moldawien |
| Nektar |      |      | WWT     | HUN | V.Vi. | Judit × Cserszegi Fueszeres                         | 1970  | 22      | Ungarn |
| Ner d’Ala - Barau, Duras, Fiori, Neiret dal Picul Rus, Provine, Pruine, Uva di Biella, Verdes, Vernassa                                               |      |      | RWT     | ITA | V.Vi. |                                                     |       | 10      | Italien |
| Nerello Cappuccio - Nerello, Nerello Ammantellato, Nerello di San Antonio                                                                             |      |      | RWT     | ITA | V.Vi. |                                                     |       | 125     | Italien |
| Nerello Mascalese - Nerello, Nireddu, Nirello Mascalese                                                                                               |      |      | RWT     | ITA | V.Vi. |                                                     |       | 1.805   | Italien |
| Neretta Cuneese |      |      | RWT     | ITA | V.Vi. |                                                     |       | 119     | Italien |
| Neretto di Bairo - Brunetta, DRomen, Neiret, Neiretta di Pinerolo, Neret, Neret Ciafi, Neret de Marul, Neret de Saut                                  |      |      | RWT     | ITA | V.Vi. |                                                     |       | 19      | Italien |
| Nero |      |      | TT      | HUN | I. C. | Eger 2 × Gardonyi Geza                              | 1965  | 50      | Ungarn |
| Nero buono di Cori |      |      | RWT     | ITA | V.Vi. |                                                     |       | 58      | Italien |
| Nero d’Avola - Fekete Calabriai, Kalabriai Fekete, Nero d’Avola, Raisin de Calabre Noir                                                               |      |      | RWT     | ITA | V.Vi. |                                                     |       | 14.281  | |
| Neron - Kuhlmann 296-1 |      |      | TT      | FRA | I. C. | Millardet et Grasset 101- 14 × Knipperle            |       |         | |
| Neronet |      |      | RWT     | CZE | V.Vi. | Saint Laurent × Portugieser Blau × Odesskii Chernyi |       | 6       | Tschechien, Slowakei                                                                                              |
| Neuburger - Feher Neuburgi, Feher Neuburgi, Ujvari Neiburger, Neuburg, Neuburger Alb, Neuburger Bianco, Neuburger Blanc, Neuburger Weisser, Neuburske |      |      | WWT     | AUT | V.Vi. | Veltliner Rot × Silvaner                            |       | 578     | Rumänien, Österreich, Tschechien, Slowakei                                                                        |
| Nevoeira |      |      | RWT     | PRT | V.Vi. |                                                     |       | 0       | Portugal |
| New York Muscat |      |      | RWT, TT | USA | I. C. | Muscat Hamburg × Ontario                            | 1926  | 12      | Kanada |
| Neyret - Neretta, Neretta Cuneense, Neretto, Neretto di Bairo                                                                                         |      |      | RWT     | ITA | V.Vi. | Mayolet × Roussin                                   |       | 12      | Italien |
| Niagara |      |      | WWT, TT | USA | I. C. | Concord × Cassady                                   | 1868  | 3.264   | Brasilien, USA, Kanada, Japan                                                                                     |
| Nieddera |      |      | RWT     | ITA | V.Vi. |                                                     |       | 91      | Italien |
| Nigra |      |      | RWT     | ITA | V.Vi. | Merlot × Barbera Nera                               | 1976  | 1       | Italien |
| Nincusa |      |      | RWT, TT | SRB | V.Vi. | Plavac Mali × Bombino Bianco                        |       | 17      | Kroatien |
| Noah |      |      | WWT, U  | USA | I. C. | Taylor                                              | 1869  | 200     | Moldawien |
| Nobling |      |      | WWT     | DEU | V.Vi. | Silvaner Grün × Chasselas Blanc                     | 1940  | 52      | Deutschland |
| Nocera - Barbi du Sultan, Carricante Nero, Nerelli, Nicera, Nocera de Catane, Nucera                                                                  |      |      | RWT, TT | ITA | V.Vi. |                                                     |       | 5       | Italien |
| Noiret - New York 73.0136.17 |      |      | RWT     | USA | I. C. | New York 65.0467.08 × Steuben                       | 1973  | 25      | USA |
| Noria |      |      | WWT     | SVK | V.Vi. | Riesling × Sémillon                                 |       | 1       | Slowakei |
| Norton - Arkansas, Norton, Norton Virginia, Norton"S Seedling                                                                                         |      |      | RWT     | USA | I. C. | Aestivalis × V.Vinifera                             | 1830  | 328     | |
| Norton White - White Norton, White Virginia Seedling, Cynthiana                                                                                       |      |      | WT      | USA | I. C. | Cynthiana × Vitis Labrusca Linne                    |       |         | Brasilien, USA |
| Nosiola |      |      | WWT     | ITA | V.Vi. |                                                     |       | 65      | Italien |
| Nosztori Rizling |      |      | WWT     | HUN | V.Vi. | Welschriesling × Pinot Gris                         | 1965  | 0       | Ungarn |
| Notardomenico |      |      | RWT     | ITA | V.Vi. |                                                     |       | 9       | Italien |
| Nouvelle |      |      | WWT     | ZAF | V.Vi. | Crouchen × Trebbiano Toscano                        | 1964  | 428     | Südafrika |
| Novac |      |      | RWT     | ROU | V.Vi. | Negru Virtos × Saperavi                             |       | 78      | Rumänien |
| Nuragus |      |      | WWT     | ITA | V.Vi. |                                                     |       | 1.008   | Italien |